# ووجسواو (استان اشوی‌داشکسیه)
ووجسواو (به لاتین: Wodzisław) یک روستا در لهستان است که در گمینا ووجسواو واقع شده‌است. ووجسواو ۱٬۱۰۰ نفر جمعیت دارد.